# Linia kolejowa Andelot-en-Montagne – La Cluse
Linia kolejowa Andelot-en-Montagne – La Cluse – linia kolejowa we Francji, łącząca Andelot-en-Montagne z La Cluse. Linia znajduje się w dwóch regionach: Burgundia-Franche-Comté i Owernia-Rodan-Alpy, biegnąc przez Champagnole, Morez, Saint Claude oraz Oyonnax.
Według klasyfikacji RFF posiada numer 878 000.